# Ahidranoa
Ahidranoa, novi rod crvenih algi s jednom vrstom otkrivenom na Madagaskaru. Vrsta i rod opisani su 2020. Rod je dobio ime po malagaškoj riječi ahidrano, u značenju alga.

## Vanjske poveznice
|  | Zajednički poslužitelj ima još gradiva o temi Ahidranoa |
|  | Wikivrste imaju podatke o taksonu Ahidranoa             |